# 용과 주근깨 공주
용과 주근깨 공주(일본어: 竜とそばかすの姫 류토소바카스노히메[*])는 2021년 공개된 일본의 애니메이션 영화이다. 호소다 마모루가 감독을 맡았다. 2021년 7월 15일 2021년 칸 영화제에서 초연되었으며 2021년 7월 16일 일본에서 극장 개봉하였다.

## 출연

### 주역
- 나카무라 카호 - 나이토 스즈 / 벨[3] 역
- 사토 타케루 - 케이 / 용(류) 역

### 조역

#### 현실
- 나리타 료 - 히사타케 시노부 역
- 이쿠타 리라 - 베쓰야쿠 히로카 (히로) 역
- 소메타니 쇼타[4] - 치카미 신지로 (카미신) 역
- 타마시로 티나 - 와타나베 루카 역
- 야쿠쇼 코지[5] - 스즈의 아버지 역
- 시마모토 스미 - 스즈의 어머니 역
- 합창단
  - 모리야마 료코 - 요시타니 역
  - 시미즈 미치코 - 키타 역
  - 사카모토 후유미 - 오쿠모토 역
  - 이와사키 요시미 - 나카이 역
  - 나카오 사치요 - 하타나카 역

#### U
- 모리카와 토시유키 - 저스틴 역
- ermhoi[6] - 페기 수[7] 역
- 미야노 마모루[8] - 히토카와 무이타로 / 굿토코라에마루 역

### 기타 인물
- 츠다 켄지로 - 옐리넥 역
- 코야마 마미 - 스완 역
- 미상 - 토마스 역
- 사토 타케루 - 케이 역
- 이시구로 켄 - 케이와 토모의 아버지 역

### 그 외 출연
- 미우라 아사미 - U의 아나운서 (시작 부분) 역
- 무스 타이치 - U의 아나운서 (콘서트) 역
- HANA - 토모 / 천사(텐시) 역

## 사운드트랙
《“용과 주근깨 공주” 오리지널 사운드트랙》(「竜とそばかすの姫」オリジナル・サウンドトラック)은 2021년 8월 18일에 발매됐다. 같은 해 7월 30일에 디지털 음반으로 선행 발매됐다.
초도 사양 한정으로 삼방면 슬리브에 CD가 담겨져 있다.
| #            | 제목 | 작사                                          | 작곡                        | 편곡    | 재생 시간 |
| ------------ | --- | --------------------------------------------- | --------------------------- | ------- | --------- |
| 1.           | 〈ささやき / 속삭임〉 (Belle(나카무라 카호)) | 나카무라 카호                                 | Ludvig Forssell             | 0:28    |           |
| 2.           | 〈Slingshot〉 |                                               | 하자마 미호                 | 2:56    |           |
| 3.           | 〈遠い音色 / 먼 음색〉 |                                               | 이와사키 타이세이           | 1:29    |           |
| 4.           | 〈Blunt Words〉 (ermhoi) | Ludvig Forssell                               | Ludvig Forssell             | 1:18    |           |
| 5.           | 〈歌よ/ 노래여〉 (Belle(나카무라 카호)) | 나카무라 카호                                 | Ludvig Forssell             | 3:59    |           |
| 6.           | 〈儚い日常 / 덧없는 일상〉 |                                               | Ludvig Forssell             | 0:40    |           |
| 7.           | 〈導き / 이끎〉 (Belle(나카무라 카호) / 코러스: London Voices) | 나카무라 카호                                 | Ludvig Forssell             | 1:38    |           |
| 8.           | 〈いざ、リラを奏でて歌わん / 자, 리라를 연주해서 노래하리라〉 (모리야마 료코, 나카코 사치요, 사카모토 후유미, 이와사키 요시미, 시미즈 사치코, 나카무라 카호) |                                               |                             | 0:38    |           |
| 9.           | 〈Fama Destinata〉 (Belle(나카무라 카호)) |                                               | Ludvig Forssell             | 2:18    |           |
| 10.          | 〈竜 / 용〉 |                                               | 반도 유타                   | 1:28    |           |
| 11.          | 〈ジャスティン / 저스틴〉 |                                               | 반도 유타                   | 1:11    |           |
| 12.          | 〈アンベイル / 언베일〉 (코러스: London Voices) |                                               | 반도 유타                   | 1:33    |           |
| 13.          | 〈電網鼓動 / 전망고동〉 |                                               | Ludvig Forssell             | 5:21    |           |
| 14.          | 〈竜の城 / 용의 성〉 (코러스: London Voices) |                                               | 반도 유타                   | 3:10    |           |
| 15.          | 〈心のそばに（鈴） / 마음의 곁에 (스즈)〉 (Belle(나카무라 카호)) | 호소다 마모루 나카무라 카호 이와사키 타이세이 | 이와사키 타이세이           | 1:16    |           |
| 16.          | 〈手のひらの戦乱 / 손바닥의 전란〉 (코러스: London Voices) |                                               | Ludvig Forssell             | 1:19    |           |
| 17.          | 〈強襲 / 강습〉 |                                               | 반도 유타                   | 3:48    |           |
| 18.          | 〈心のそばに / 마음의 곁에〉 (Belle(나카무라 카호)) | 호소다 마모루 나카무라 카호 이와사키 타이세이 | 이와사키 타이세이           | 5:03    |           |
| 19.          | 〈#UnveilTheBeast〉 |                                               | Ludvig Forssell             | 1:38    |           |
| 20.          | 〈倨傲の権力 / 건방진 권력〉 |                                               | Ludvig Forssell             | 2:04    |           |
| 21.          | 〈竜の城、燃ゆ / 용의 성, 타오르다〉 (코러스: London Voices) |                                               | 반도 유타                   | 3:44    |           |
| 22.          | 〈潜む真実 / 숨은 진실〉 |                                               | Ludvig Forssell             | 1:04    |           |
| 23.          | 〈心のそばに（知くん）마음의 곁에 (토모군)〉 (HANA) |                                               | 이와사키 타이세이           | 0:48    |           |
| 24.          | 〈不信 / 불신〉 |                                               | Ludvig Forssell             | 2:47    |           |
| 25.          | 〈はなればなれの君へ Part1 / 멀리 떨어진 너에게 Part1〉 (Belle(나카무라 카호)) | 호소다 마모루 나카무라 카호 이와사키 타이세이 | 이와사키 타이세이           | 1:06    |           |
| 26.          | 〈はなればなれの君へ Part2 / 멀리 떨어진 너에게 Part2〉 |                                               | 이와사키 타이세이           | 1:06    |           |
| 27.          | 〈はなればなれの君へ Part3 / 멀리 떨어진 너에게 Part3〉 (Belle(나카무라 카호) / 코러스: London Voices, 교토 킷타아카 고등학교 취주악부, 스기나미 아동합창단, 모리야마 료코, 나카오 사치요, 사카모토 후유미, 이와사키 요시미, 시미즈 미치코, 이쿠타 리라, ermhoi, ‘용과 주근깨 공주’ 엑스트라 싱어즈) |                                               | 이와사키 타이세이           | 1:45    |           |
| 28.          | 〈はなればなれの君へ Part4 / 멀리 떨어진 너에게 Part4〉 | 호소다 마모루 나카무라 카호                   | 이와사키 타이세이           | 2:01    |           |
| 29.          | 〈糸口 / 실마리〉 |                                               | Ludvig Forssell             | 2:14    |           |
| 30.          | 〈素顔 / 그대로의 모습〉 (Belle(나카무라 카호)) |                                               | 이와사키 타이세이 반도 유타 | 2:22    |           |
| 31.          | 〈辿り着いた空 / 겨우 다다른 하늘〉 (Belle(나카무라 카호)) | 나카무라 카호                                 | Ludvig Forssell             | 3:02    |           |
| 32.          | 〈はなればなれの君へ（reprise） / 멀리 떨어진 너에게 (reprise)〉 (Belle(나카무라 카호)) | 호소다 마모루 나카무라 카호 이와사키 타이세이 | 이와사키 타이세이           | 6:29    |           |
| 총 재생 시간 | 총 재생 시간 | 총 재생 시간                                  | 총 재생 시간                | 1:14:00 |           |

| #            | 제목 | 작사                                          | 작곡                        | 편곡    | 재생 시간 |
| ------------ | --- | --------------------------------------------- | --------------------------- | ------- | --------- |
| 1.           | 〈U〉 (Belle(나카무라 카호)) | 츠네다 다이키                                 | 츠네다 다이키               | 3:04    |           |
| 2.           | 〈ささやき / 속삭임〉 (나카무라 카호) | 나카무라 카호                                 | Ludvig Forssell             | 0:30    |           |
| 3.           | 〈Slingshot〉 |                                               | 하자마 미호                 | 2:55    |           |
| 4.           | 〈遠い音色 / 먼 음색〉 |                                               | 이와사키 타이세이           | 1:29    |           |
| 5.           | 〈Blunt Words〉 (ermhoi) | Ludvig Forssell                               | Ludvig Forssell             | 1:18    |           |
| 6.           | 〈歌よ/ 노래여〉 (Belle(나카무라 카호)) | 나카무라 카호                                 | Ludvig Forssell             | 3:59    |           |
| 7.           | 〈儚い日常 / 덧없는 일상〉 |                                               | Ludvig Forssell             | 0:40    |           |
| 8.           | 〈導き / 이끎〉 (Belle(나카무라 카호) / 코러스: London Voices) | 나카무라 카호                                 | Ludvig Forssell             | 1:38    |           |
| 9.           | 〈いざ、リラを奏でて歌わん / 자, 리라를 연주해서 노래하리라〉 (모리야마 료코, 나카코 사치요, 사카모토 후유미, 이와사키 요시미, 시미즈 사치코, 나카무라 카호) |                                               |                             | 0:38    |           |
| 10.          | 〈Fama Destinata〉 (Belle(나카무라 카호)) |                                               | Ludvig Forssell             | 2:18    |           |
| 11.          | 〈竜 / 용〉 |                                               | 반도 유타                   | 1:28    |           |
| 12.          | 〈ジャスティン / 저스틴〉 |                                               | 반도 유타                   | 1:11    |           |
| 13.          | 〈アンベイル / 언베일〉 (코러스: London Voices) |                                               | 반도 유타                   | 1:33    |           |
| 14.          | 〈電網鼓動 / 전망고동〉 |                                               | Ludvig Forssell             | 5:21    |           |
| 15.          | 〈竜の城 / 용의 성〉 (코러스: London Voices) |                                               | 반도 유타                   | 3:10    |           |
| 16.          | 〈心のそばに（鈴） / 마음의 곁에 (스즈)〉 (Belle(나카무라 카호)) | 호소다 마모루 나카무라 카호 이와사키 타이세이 | 이와사키 타이세이           | 1:16    |           |
| 17.          | 〈手のひらの戦乱 / 손바닥의 전란〉 (코러스: London Voices) |                                               | Ludvig Forssell             | 1:19    |           |
| 18.          | 〈強襲 / 강습〉 |                                               | 반도 유타                   | 3:48    |           |
| 19.          | 〈心のそばに / 마음의 곁에〉 (Belle(나카무라 카호)) | 호소다 마모루 나카무라 카호 이와사키 타이세이 | 이와사키 타이세이           | 5:03    |           |
| 20.          | 〈#UnveilTheBeast〉 |                                               | Ludvig Forssell             | 1:38    |           |
| 21.          | 〈倨傲の権力 / 건방진 권력〉 |                                               | Ludvig Forssell             | 2:04    |           |
| 22.          | 〈竜の城、燃ゆ / 용의 성, 타오르다〉 (코러스: London Voices) |                                               | 반도 유타                   | 3:44    |           |
| 23.          | 〈潜む真実 / 숨은 진실〉 |                                               | Ludvig Forssell             | 1:04    |           |
| 24.          | 〈心のそばに（知くん）마음의 곁에 (토모군)〉 (HANA) |                                               | 이와사키 타이세이           | 0:48    |           |
| 25.          | 〈不信 / 불신〉 |                                               | Ludvig Forssell             | 2:47    |           |
| 26.          | 〈はなればなれの君へ / 멀리 떨어진 너에게〉 (Belle(나카무라 카호) / 코러스: London Voices, 교토 킷타아카 고등학교 취주악부, 스기나미 아동합창단, 모리야마 료코, 나카오 사치요, 사카모토 후유미, 이와사키 요시미, 시미즈 미치코, 이쿠타 리라, ermhoi, ‘용과 주근깨 공주’ 엑스트라 싱어즈) | 호소다 마모루 나카무라 카호 이와사키 타이세이 | 이와사키 타이세이           | 8:01    |           |
| 27.          | 〈糸口 / 실마리〉 |                                               | Ludvig Forssell             | 2:14    |           |
| 28.          | 〈素顔 / 그대로의 모습〉 (Belle(나카무라 카호)) |                                               | 이와사키 타이세이 반도 유타 | 2:22    |           |
| 29.          | 〈辿り着いた空 / 겨우 다다른 하늘〉 (Belle(나카무라 카호)) | 나카무라 카호                                 | Ludvig Forssell             | 3:02    |           |
| 30.          | 〈はなればなれの君へ（reprise） / 멀리 떨어진 너에게 (reprise)〉 (Belle(나카무라 카호)) | 호소다 마모루 나카무라 카호 이와사키 타이세이 | 이와사키 타이세이           | 6:29    |           |
| 총 재생 시간 | 총 재생 시간 | 총 재생 시간                                  | 총 재생 시간                | 1:17:08 |           |

### 발매일
| 국가    | 날짜            | 포맷                      | 레이블        | 비고          |
| ------- | --------------- | ------------------------- | ------------- | ------------- |
| 일본    | 2021년 7월 30일 | 디지털 다운로드, 스트리밍 | 아리오라 재팬 |               |
| 전 세계 | 2021년 7월 30일 | 디지털 다운로드, 스트리밍 | 아리오라 재팬 | 대한민국 포함 |
| 일본    | 2021년 8월 18일 | CD                        | 아리오라 재팬 |               |

### 차트

#### 주간 차트
| 차트 (2021)                       | 최고 순위 |
| --------------------------------- | --------- |
| 일본 (오리콘 앨범 차트)           | 4         |
| 일본 (Billboard JAPAN Hot Albums) | 4         |

#### 월간 차트
| 차트 (2021)             | 최고 순위 |
| ----------------------- | --------- |
| 일본 (오리콘 앨범 차트) | 13        |

### 내용주
1. 1 2  원곡은 작자 미상인 ‘알렐루야 소리내어 찬양하자’(Alle psallite cum luya)이다.

### 참조주
1. ↑  메탈기어 솔리드 V, 데스 스트랜딩의 음악을 담당했다. 2021년 코지마 프로덕션을 퇴사하였다.
2. ↑  Keslassy, Patrick Frater,Elsa; Frater, Patrick; Keslassy, Elsa (2021년 7월 4일). “Cannes Premiere: Hosoda Mamoru’s ‘Belle’ Joins Festival Lineup” (미국 영어). 2021년 9월 2일에 확인함.
3. ↑  자기 네임을 벨(Bell)로 지은 이유는 이름인 스즈는 방울이라는 뜻을 지녔으니까 라는 단순한 이유였지만, 유명해지면서 팬들이 프랑스어로 아름답다는 뜻의 단어인 Belle로 바꿔 부르기 시작했다.
4. ↑  감독의 전작 늑대아이에서 다나베 선생, 괴물의 아이에서 주인공 큐타/렌의 청소년기 목소리를 맡았다.
5. ↑  감독의 전작 괴물의 아이에서 쿠마테츠, 미래의 미라이에서 쿤의 외할아버지 목소리를 맡았다.
6. ↑  1992년 11월 22일생 트랙 메이커 및 DJ도 겸하는 싱어송라이터로 해당 영화의 주제가를 맡은 millennium parade의 작사가 및 보컬이기도 하다.
7. ↑  여담으로 한국에 '페기 구'라는 엄청 비슷한 이름의 세계적인 일렉트로닉 DJ가 있다. 호소다 감독이 이 뮤지션의 존재를 알고 이 캐릭터를 명명했는지는 불명.
8. ↑  전작 괴물의 아이에서 성년 이치로히코를 맡았다.
9. ↑  “竜とそばかすの姫 オリジナル・サウンドトラック”. 《ORICON NEWS》 (일본어). 2021년 9월 30일에 확인함.
10. ↑  “Hot Albums”. 《Billboard JAPAN》 (일본어). 2021년 8월 25일. 2021년 9월 30일에 확인함.
11. ↑  “月間 アルバムランキング 2021年08月度” [월간 앨범 차트 2021년 8월]. 《ORICON NEWS》 (일본어). 2021년 8월. 2021년 9월 30일에 확인함.